# Inácio Cochrane
Inácio da Gama Cóchrane (Valença, 3 de outubro de 1836 — São Paulo, 31 de maio de 1912) foi um notável engenheiro, com grandes obras realizadas no Brasil.
Foram seus pais Roberto Wallace MacFarlane e Helena Nogueira da Gama, tendo como parente Nelson Lacerda Nogueira. Por morte de seu pai, contraiu sua mãe novas núpcias com o médico homeopata Tomás Cóchrane, cuja dedicação ao seu enteado fez com que este lhe tomasse o nome.
Seus primeiros estudos de humanidades foram feitos no “Instituto Colegial”, de Nova Friburgo, dirigido pelo pedagogo inglês John Freese. Em seguida, passou para o Colégio Calógeras”, de Petrópolis, e depois para o de “Barão de Tautpheus”, no Rio de Janeiro. Em 1852, iniciou o seu curso de matemática na antiga Escola Central de Engenharia, ao mesmo tempo que assentava praça como aluno militar num batalhão de artilharia, do Exército Imperial. Em 1857, recebeu grau em ciências físicas e matemáticas e, para que livremente pudesse seguir a carreira de engenheiro civil, pediu demissão do Exército, onde já ocupava o posto de segundo tenente de artilharia. Tomou parte na construção da Estrada de Ferro D. Pedro II, bem como na exploração da via férrea que veio ligar Niterói a Campos. Em 1860, exerceu as funções de engenheiro fiscal junto à Estrada de Ferro Inglesa, de Santos a Jundiaí. Nessa época, contraiu casamento com Maria Luís Vieira Barbosa. Logo a seguir entrou na política e ocupou os cargos de vereador e de presidente da Câmara Municipal de Santos (1864-1877). Por serviços prestados durante a guerra do Paraguai, foi agraciado com a comenda da Imperial Ordem da Rosa (1868) e nomeado tenente-coronel da Guarda Nacional de Santos; acompanhou e fiscalizou a construção do trecho entre Jundiaí e Campinas. Em 1870, foi distinguido com sua eleição para a Assembleia Legislativa Provincial. Em 1886, foi eleito deputado por São Paulo à Assembleia Geral.
Exerceu ainda as funções de superintendente da Estrada de Ferro São Paulo-Rio de Janeiro. Em 1887, fez parte da comissão que estudou o projeto da Estrada de Ferro Madeira-Mamoré. Em 1894, foi escolhido chefe da comissão encarregada pelo governo de São Paulo, para dar impulso às obras de melhoramento e saneamento da capital; e, dois anos depois, viu-se nomeado diretor das Obras Públicas do Estado. Quando faleceu, ocupava o cargo de consultor técnico da Secretaria da Agricultura. Foi o primeiro diretor-presidente do “Instituto Pasteur” de São Paulo, um dos fundadores que mais colaboraram na organização dos serviços de água, luz e esgotos da cidade de Santos.